# Tenebrismo

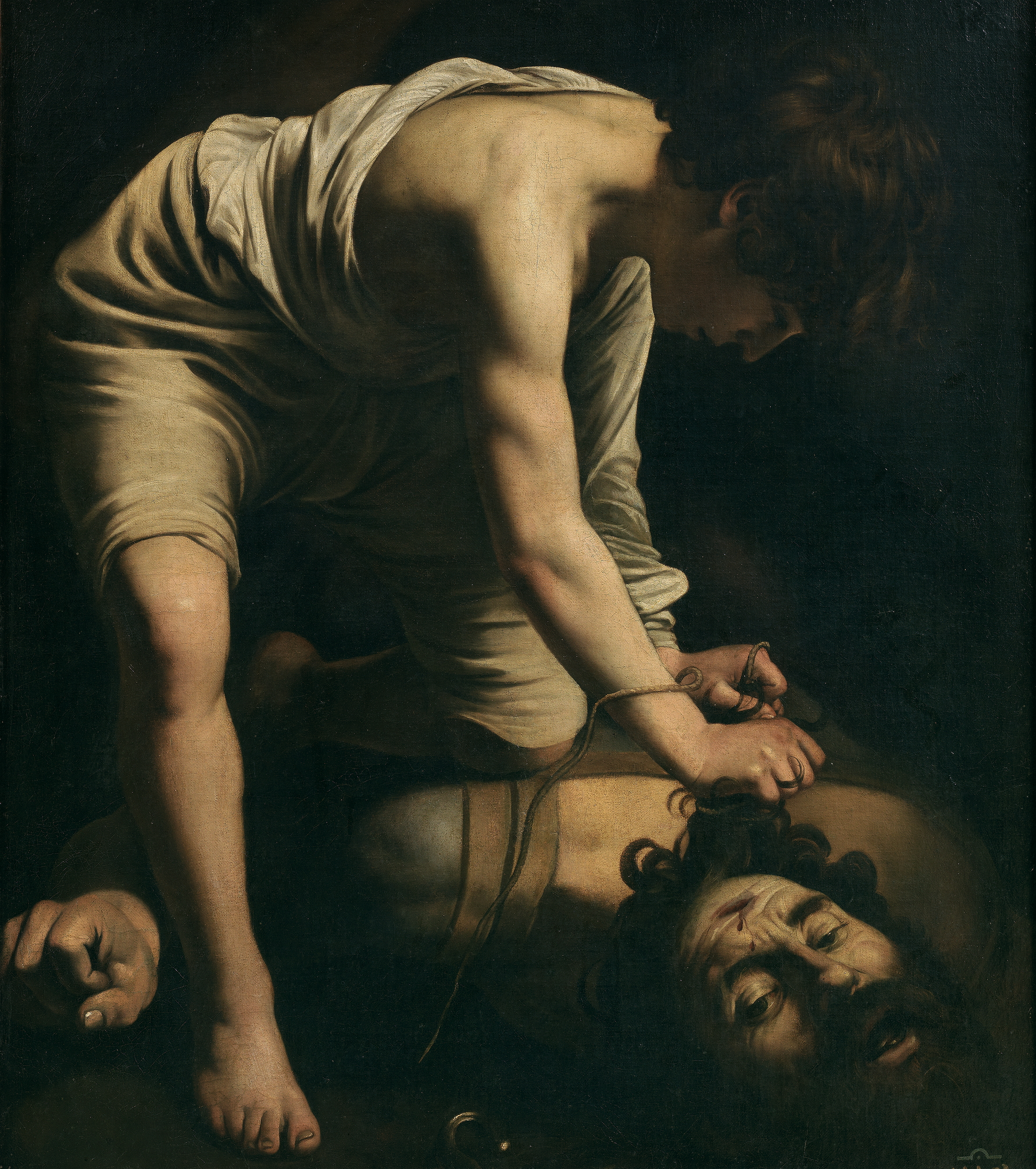
Caravaggio: Davi e Golias, 1600. Museu do Prado

Tenebrismo foi uma tendência pictórica nascida no Barroco que se perpetuou irregularmente até o Romantismo. Seu nome deriva de tenebra (treva, em latim), e é uma radicalização do princípio do chiaroscuro. Teve precedentes no Renascimento desenvolveu-se com maior força a partir da obra do italiano Caravaggio, sendo praticada também por outros artistas da Espanha, Países Baixos e França. Como corrente estilística teve curta duração, mas em termos de técnica representou uma importante conquista, que foi incorporada à história da pintura ocidental. Por vezes o Tenebrismo é usado como sinônimo de Caravaggismo, mas não são coisas idênticas.
O tenebrismo é usado apenas para obter um impacto dramático, enquanto o claro-escuro é um termo mais amplo, abrangendo também o uso de contrastes de luz menos extremos para aumentar a ilusão de tridimensionalidade. Os intensos contrastes de luz e sombra emprestam um aspecto monumental aos personagens, e embora exagerada, é uma iluminação que aumenta a sensação de realismo. Torna mais evidentes as expressões faciais, a musculatura adquire valores escultóricos, e se enfatizam o primeiro plano e o movimento. Ao mesmo tempo, a presença de grandes áreas enegrecidas dá mais importância à pesquisa cromática e ao espaço iluminado como elementos de composição com valor próprio.
Na França Georges de La Tour foi um dos adeptos da técnica; na Itália, Battistello Caracciolo, Giovanni Baglione e Mattia Preti, e na Holanda, Rembrandt van Rijn. Mas talvez os mais típicos representantes são os espanhóis José de Ribera, Francisco Ribalta e Francisco de Zurbarán.

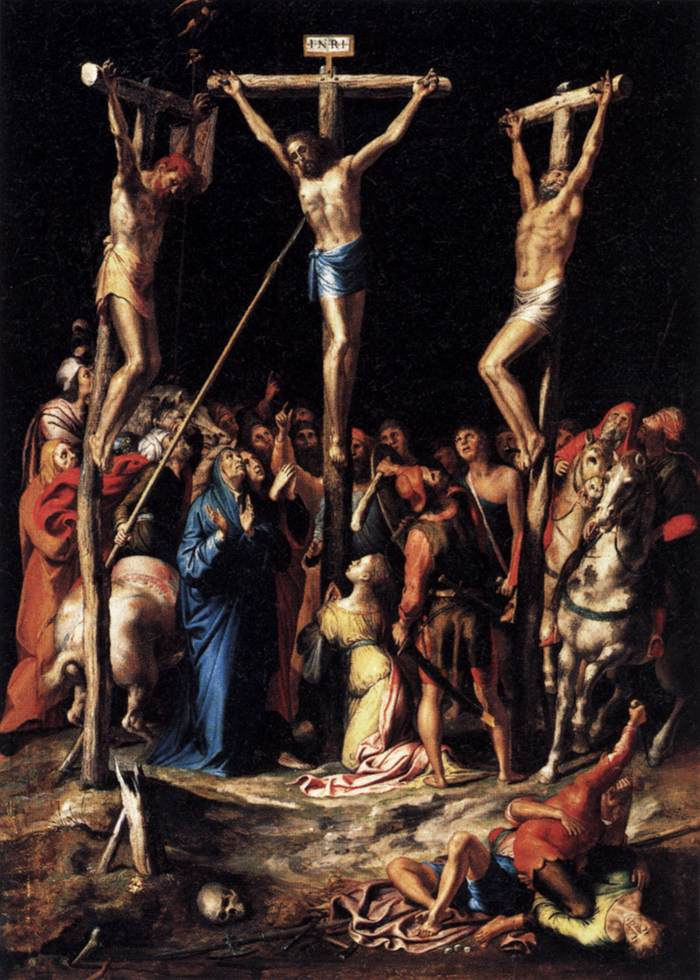
Crucificação, de Pedro de Campaña, 1550.
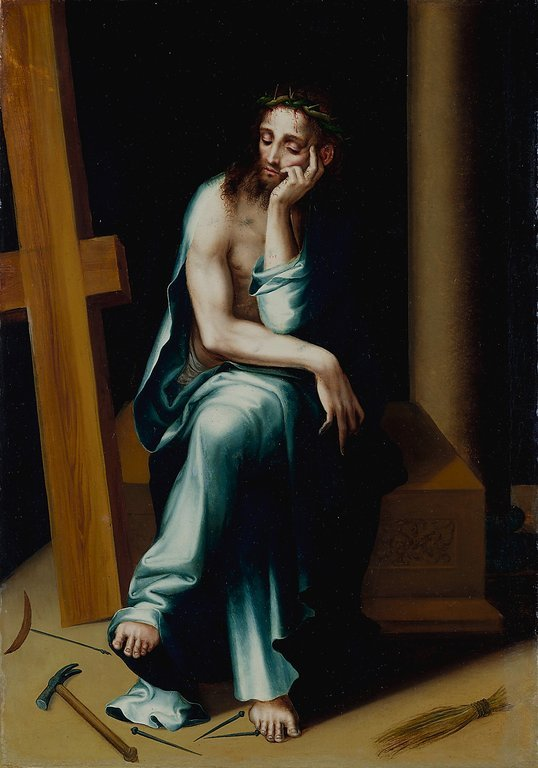
Varão de Doress, de Luis de Morales, 1560.
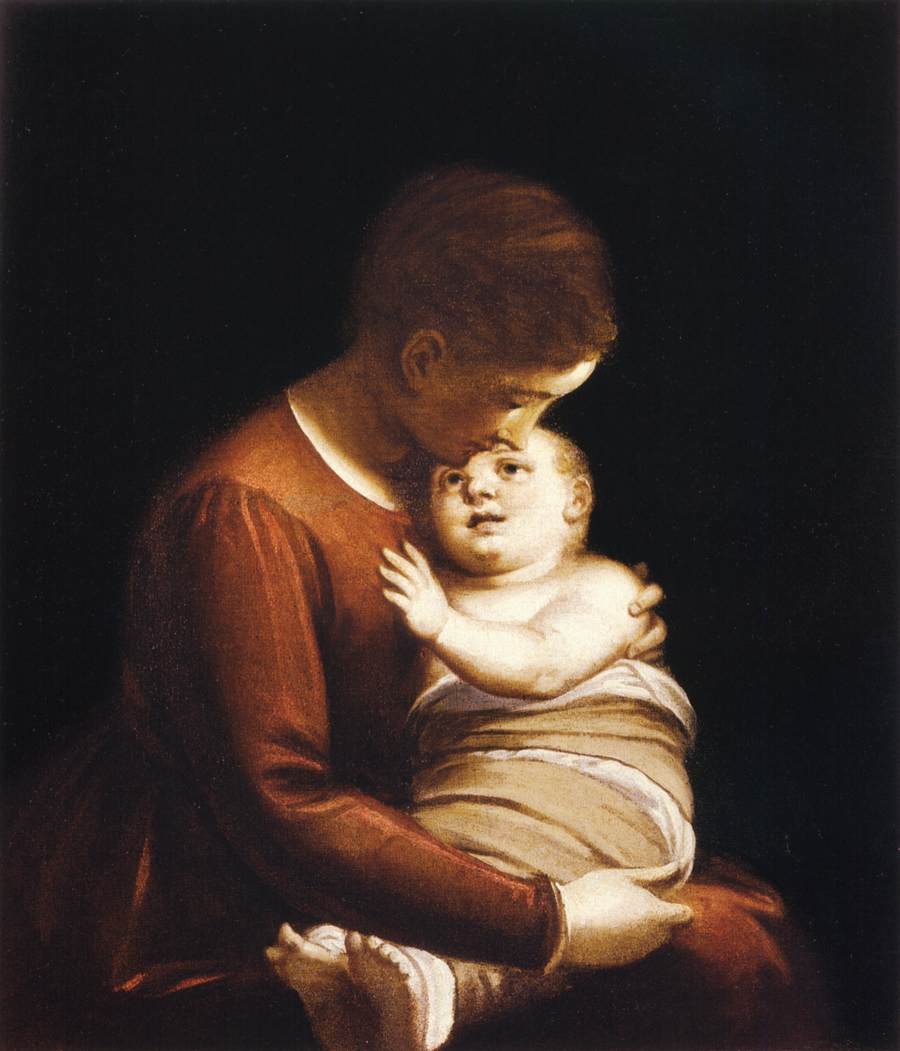
Virgem com o menino, de Luca Cambiaso, 1575–1580.
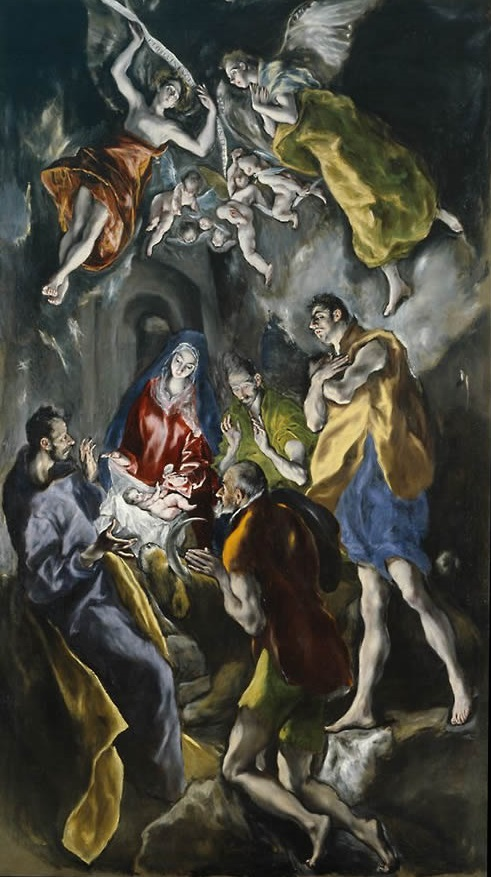
Adoração dos pastores, do Greco, 1612–1614.
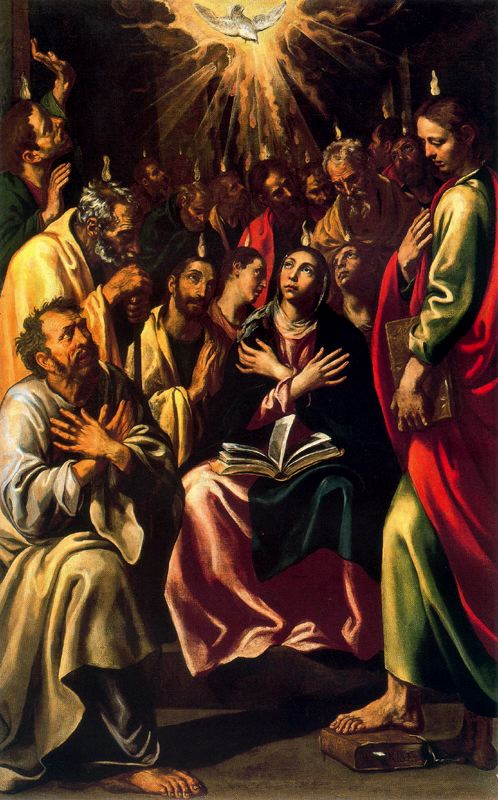
Pentecostés, de Luis Tristán.
Virgem despertando o menino, de Sánchez Cotán.
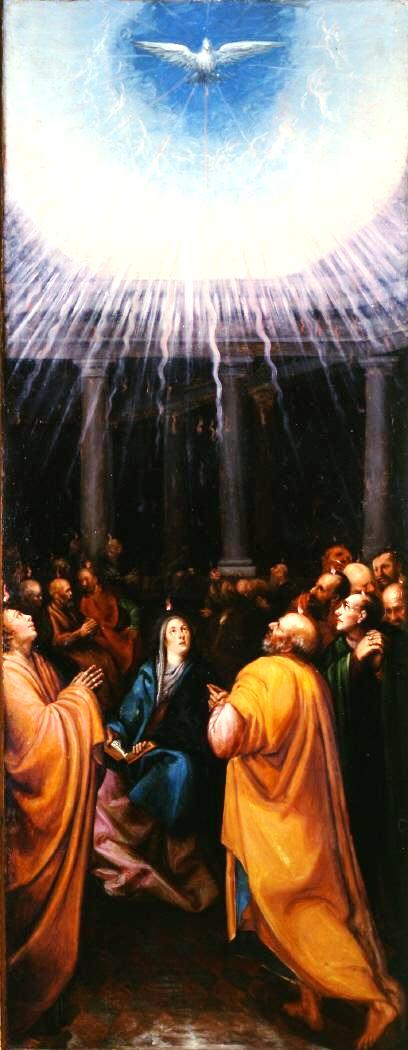
Pentecostes, de Juan de Roelas.
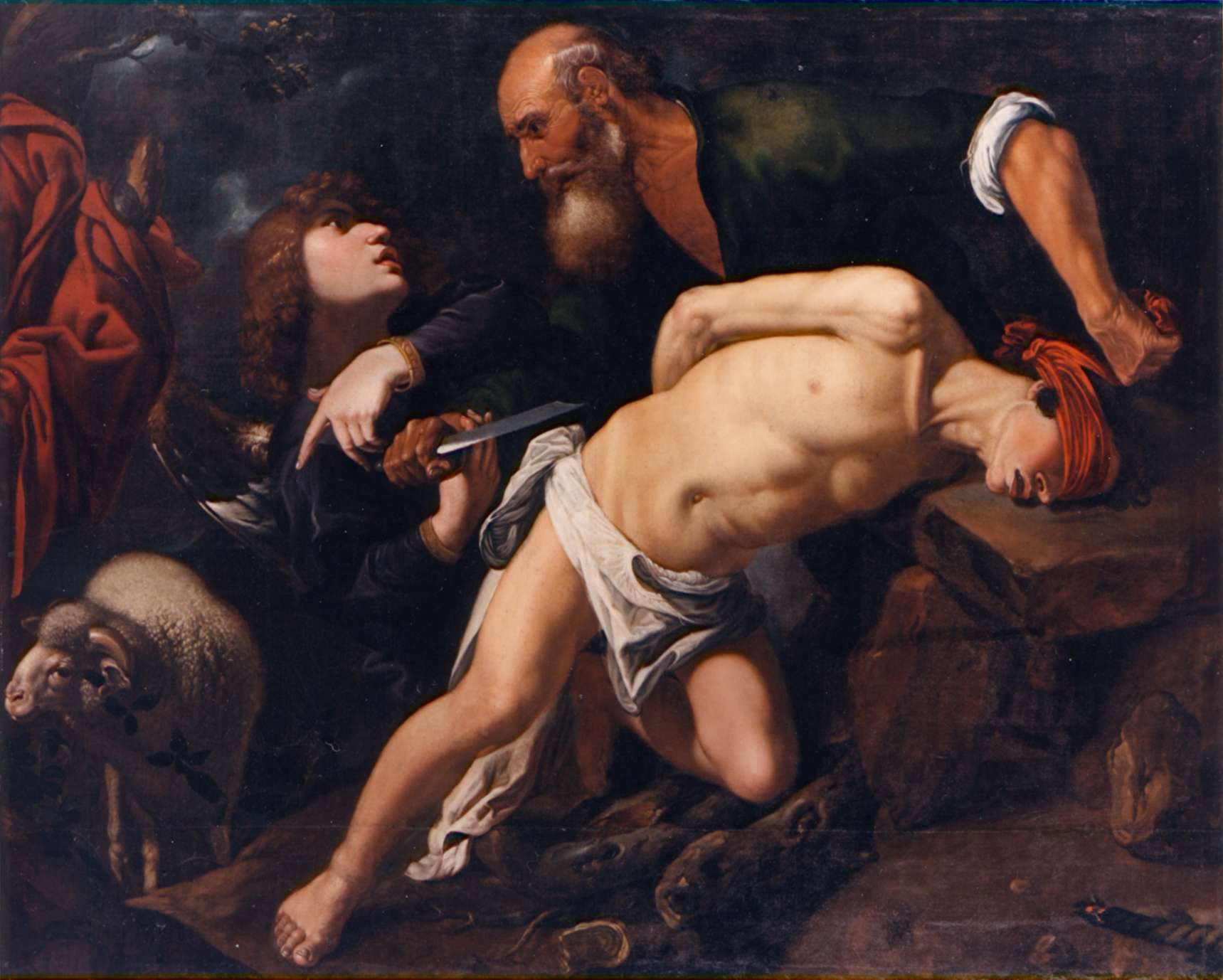
Sacrifício de Isaac, de Pedro de Orrente, 1616.